# Brian Price
Brian Price (* 19. Februar 1976 in Belleville, Ontario) ist ein ehemaliger kanadischer Ruderer, der als Steuermann des kanadischen Achters Olympiasieger und dreifacher Weltmeister wurde.
Der Bauingenieur begann nach dem College mit dem Rudersport. 2001 steuerte er erstmals den kanadischen Achter bei Ruder-Weltmeisterschaften und belegte den sechsten Platz. Im Jahr darauf gewann er in Sevilla seinen ersten Weltmeistertitel. 2003 konnte der kanadische Achter den Titel verteidigen, Price steuerte außerdem den Zweier mit Steuermann auf den dritten Platz. In der Olympiasaison 2004 gewann der kanadische Achter die Weltcupregatten in München und Luzern, im Finale der Olympischen Spiele in Athen belegte das Boot nur den fünften Platz. Bei den Weltmeisterschaften 2005 und 2006 erreichte der kanadische Achter nicht das A-Finale, aber 2007 gewann Price mit dem Achter seinen dritten Weltmeistertitel. Bei der Olympischen Regatta 2008 in Peking siegte der kanadische Weltmeister-Achter in der gleichen Besetzung wie 2007. Nach 2008 legte Brian Price eine Pause ein, kehrte aber 2011 zurück und gewann bei den Weltmeisterschaften in Bled zwei Bronzemedaillen.
Brian Price ist Mitglied des Quinte Rowing Clubs in seiner Heimatstadt Belleville. Bei einer Körpergröße von 1,63 m betrug sein Wettkampfgewicht 55 kg. 

## Internationale Medaillen
(OS=Olympische Spiele, WM=Weltmeisterschaften)
- WM 2002: 1. Platz im Achter (Matt Swick, Kevin Light, Ben Rutledge, Kyle Hamilton, Joseph Stankevicius, Andrew Hoskins, Adam Kreek, Jeff Powell und Brian Price)
- WM 2003: 3. Platz im Zweier mit Steuermann (Kevin Burt, Geoff Hodgson und Brian Price)
- WM 2003: 1. Platz im Achter (Joseph Stankevicius, Kevin Light, Ben Rutledge, Kyle Hamilton, David Calder, Andrew Hoskins, Adam Kreek, Jeff Powell und Brian Price)
- WM 2006: 3. Platz im Zweier mit Steuermann (Andrew Byrnes, Derek O’Farrell und Brian Price)
- WM 2007: 3. Platz im Zweier mit Steuermann (Kristopher McDaniel, Derek O′Farrell und Brian Price)
- WM 2007: 1. Platz im Achter (Kevin Light, Ben Rutledge, Andrew Byrnes, Jake Wetzel, Malcolm Howard, Dominic Seiterle, Adam Kreek, Kyle Hamilton und Brian Price)
- OS 2008: 1. Platz im Achter (Kevin Light, Ben Rutledge, Andrew Byrnes, Jake Wetzel, Malcolm Howard, Dominic Seiterle, Adam Kreek, Kyle Hamilton und Brian Price)
- WM 2011: 3. Platz im Zweier mit Steuermann (Kevin Light, Steven Vanknotsenburg und Brian Price)
- WM 2011: 3. Platz im Achter (Gabriel Bergen, Andrew Byrnes, Jeremiah Brown, Douglas Csima, Malcolm Howard, Conlin McCabe, Rob Gibson, Will Crothers und Brian Price)
- OS 2012: 2. Platz im Achter (Gabriel Bergen, Douglas Csima, Rob Gibson, Conlin McCabe, Malcolm Howard, Andrew Byrnes, Jeremiah Brown, Will Crothers und Brian Price)